# 万安街道
万安街道是中国福建省泉州市洛江区下辖的一个街道办事处，位于洛江区南部，通过洛陽橋与惠安县洛阳镇相连。2003年底人口为8912人。

## 行政区划
万安街道下辖以下地区：
万福社区、桥南社区、后埭社区、杏宅社区、官头社区、塘西社区和院前社区。